# Celadio di Alessandria
Celadio (Alessandria d'Egitto, ... – Alessandria d'Egitto, 167) fu il nono vescovo di Alessandria d'Egitto.
Fu pastore della diocesi dal 154 fino alla sua morte, avvenuta nel 167.